# Rejería gótica española

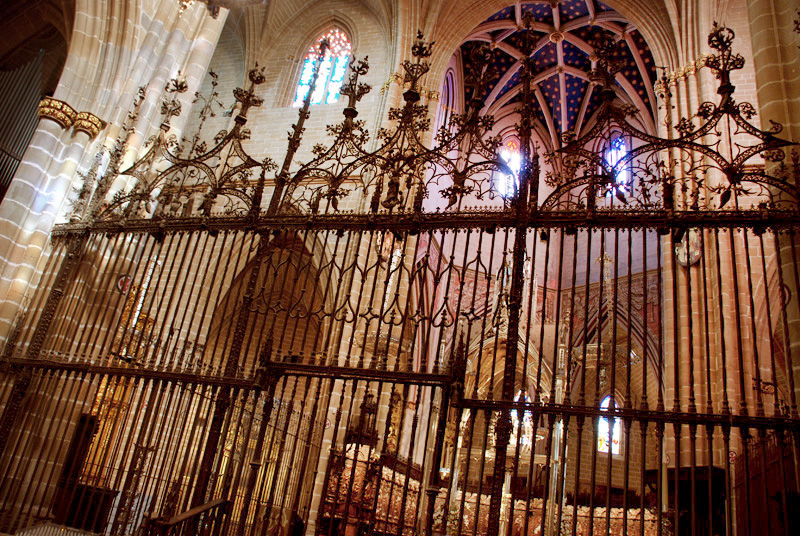
Reja gótica en Pamplona

La rejería gótica española se empezó a establecer a finales el siglo XIII, coincidiendo con la finalización de las grandes obras constructivas del mismo estilo en España. Durante el siglo XIV comenzó a instaurarse de forma habitual y no fue hasta el siglo XV cuando alcanzó su época de mayor auge y esplendor, etapa en la que se tornó más suntuosa y formó parte importante de los grandes templos góticos.

## Historia
Estudios han demostrado que en la península ibérica el hierro ya se utilizaba en la Edad del Bronce, aunque las piezas que han aparecido en las excavaciones arqueológicas indican que su uso era básicamente decorativo. Fueron los pueblos indoeuropeos quienes a su llegada comienzan a explotar los yacimientos, utilizando hornos y fraguas para la transformación del material. En sus inicios los hornos eran instalados en zonas poco pobladas de bosques y, con esto, se procuraba el aprovisionamiento de leña, al mismo tiempo se tendía a situarlos en zonas elevadas para aprovechar el viento que, mediante hendiduras, servían a manera de tiros naturales. Con la llegada del pueblo celta, el uso del hierro se amplía utilizándose para dar forma a armas variadas como flechas, espadas, lanzas, así como a herramientas, hachas, martillos y multitud de fíbulas.
Con la entrada de los musulmanes, la industria metalúrgica gana en importancia, ya que contaban con grandes expertos en el trabajo del hierro, que enriquecían las piezas con gran detalle y combinándolo con la orfebrería y la cerrajería. En contraposición al regio arte del metal que había sido implantado en la península, los musulmanes dotan su industria de formas romboides y curvilíneas, rosetones y cenefas geométricas. La rejería es poco frecuente por el uso habitual de celosías de varios materiales para cubrir sus vanos. Aun así existen fuentes que testimonian la importante labor herrera de la comunidad musulmana en la península. Se tiene constancia que, en el año 1204 durante el reinado de Pedro II, concedió a un importante maestro cerrajero llamado Abdelam, la realización de los trabajos en el Monasterio de Montearagón. Posteriormente, en el año 1373, existen pruebas documentales, en el Ayuntamiento de Sevilla, de trabajos ferreros encargados al maestre Hame Johany y al maestre Nahe. En el siglo XV, en Segovia, se formaría un gremio herrero con participantes cristianos y moros.

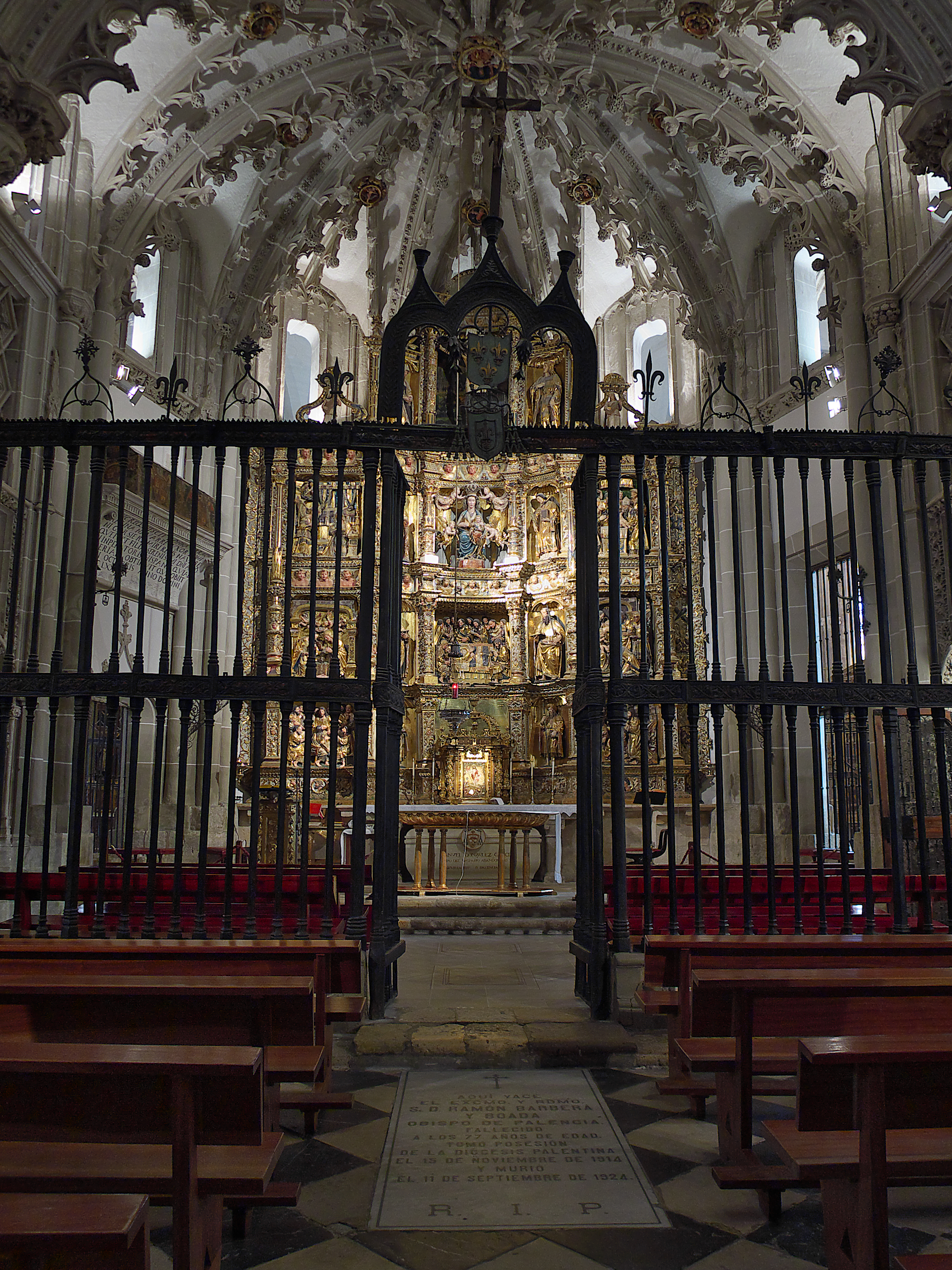
Reja Capilla del Sagrario, Catedral de Palencia.

## La forja gótica en España
Comienza su implantación tardía en el final del siglo XIII e irá adaptándose a las nuevas formas arquitectónicas hasta vivir su momento cumbre en el XV, uniéndose al esplendor y suntuosidad de los nuevos templos góticos.
Con la verticalidad de las construcciones, las rejas comienzan a alargar sus formas de manera que comienzan a realizarse en dos cuerpos separados por franjas y son finalizadas con adornos de cresterías, ayudando así a ganar en altura.
La estructura constaba de manera habitual de tres paños: en el central se encuentra la puerta que pasa de una hoja a dos y un cuerpo a cada uno de sus lados similar en tamaño y barras de hierro cuadradas con base de escocia y toros y remate sencillo. La riqueza decorativa iba en aumento añadiéndole ya a finales del siglo XIII, hojas cubriendo los bastidores.
El comienzo de un nuevo siglo trae consigo una labor rejera fecunda, las estructuras ganan en solidez y altura, se continúan los tres paños con puerta en la central enmarcada generalmente con motivos florales o cordones rodeando el dintel. En los dos cuerpos restantes abundan los arcos ojivales y rematando sus pinchos con cresterías floreadas ayudando al carácter defensivo del conjunto.
Los barrotes siguen siendo cuadrados, pero ya se comienzan a ver algunos de formas retorcidas y desplegándose a veces con forma de corazones o figuras geométricas.
Durante el siglo XIV y ya implantada la aportación del repujado simple a la obra rejera de España, cabe destacar la labor de los maestros Bartolomé y Juan Morey, que elaboraron importantes cerramientos en capillas del claustro de la Catedral de Barcelona y trabajos de herrería que decoran las puertas de Santa María del Mar.
Al avance arquitectónico durante el siglo XV se le une el avance de la rejería en igual medida, ganando en riqueza y en nuevos procedimientos técnicos. Se instauran definitivamente las grandes escuelas peninsulares, que a su vez tendrán sus propios talleres. La estructura vendrá a ser similar que durante el siglo anterior ganando en complejidad decorativa.
Los barrotes durante este siglo podrán ser de hasta seis formas diferentes, los capitales sueles tener forma hexagonal sobre una basa y rematados con estrangulación. Estos barrotes suelen ser recios y son los que marcan las calles por los que se disponen barrotes cuadrillados; torsos; torsos con apertura central en forma de corazón, rombo o cuadradas; redondeados sin basa y rematados con formas redondeadas de mayor tamaño que el barrote al que pertenecen y finalmente otros con apertura central ojival y barrote torso, de sección cuadrangular, hexagonal o cilíndrica. La mezcla artística de la forja del XIV y del XV da lugar al enriquecimiento visual propio del gótico florido.

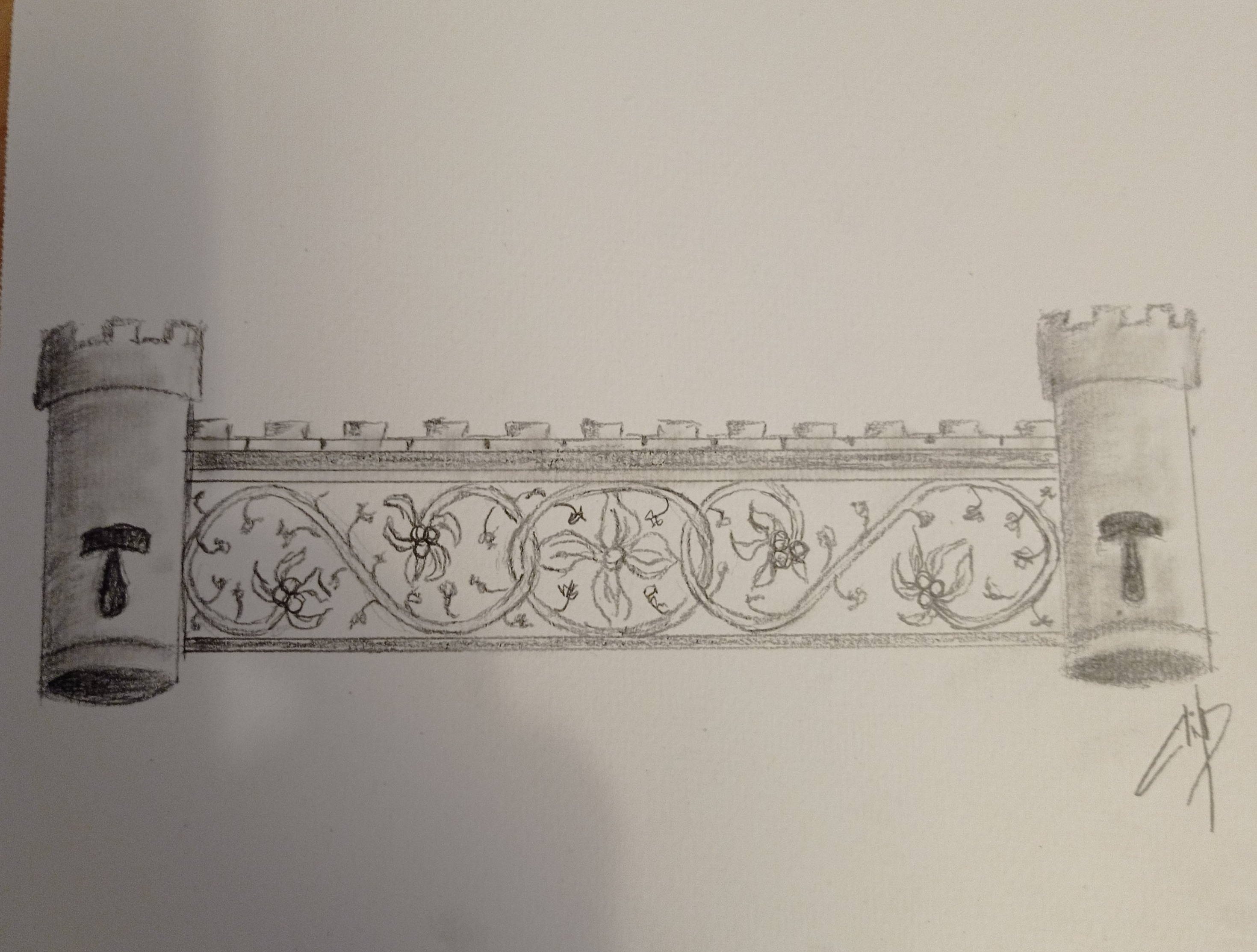
Dibujo de friso gótico de lienzos y torretas.

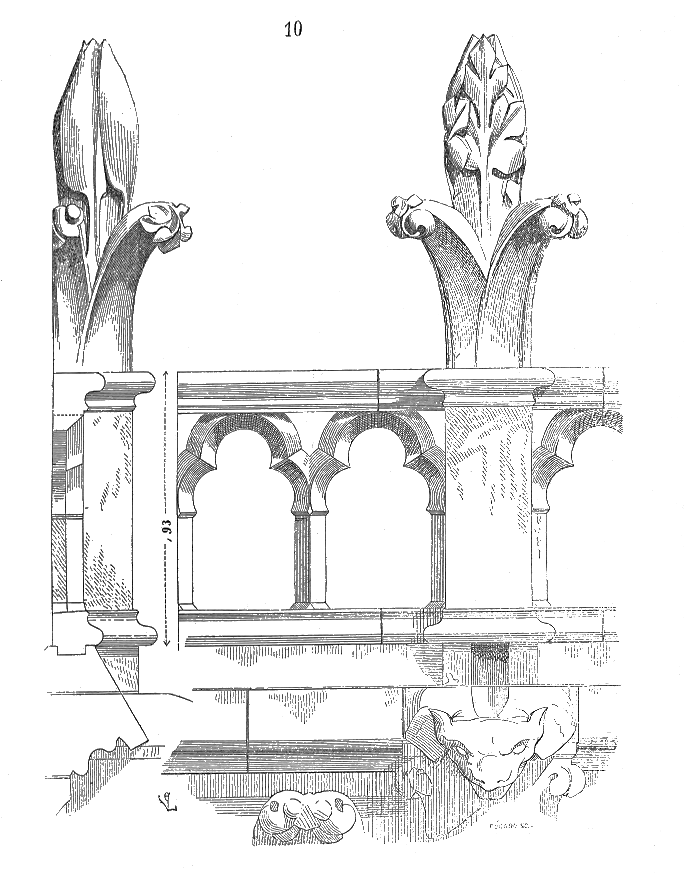
Crestería gótica siglo XII

En cuanto a la reja de uso decorativo, aparte de la función protectora que ejerce existe una preocupación por su decoración artística. Generalmente se encuentra en las grandes construcciones góticas religiosas, como pueden ser catedrales y monasterios y también frecuentemente en los palacios, adaptándose a las características del estilo artístico.

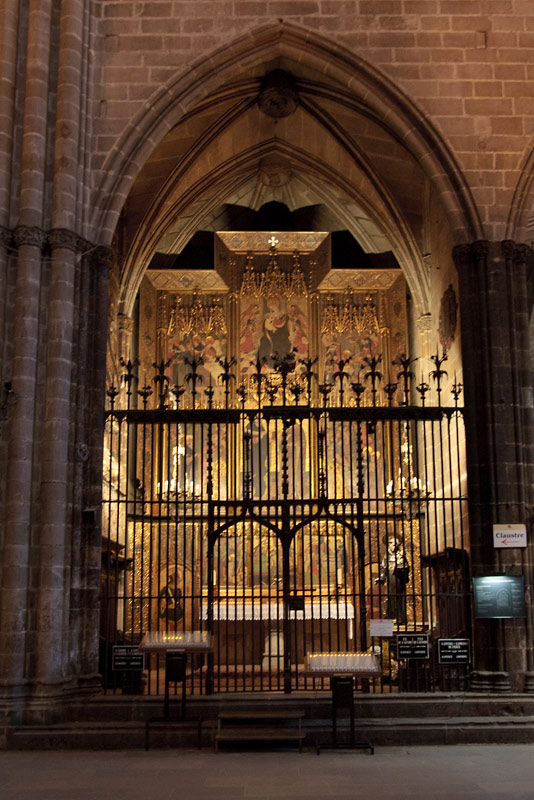
Catedral de Barcelona, reja tabique de la Capilla San Cosme y San Damián

La decoración castellana tipo fortificación hacía alusión a la defensa del hombre frente al mal, posiblemente procedente de los talleres de Toledo. Los conjuntos de lirios que aparecen en la región catalana, seguramente forjados por el gremio rejero de Barcelona, hacen referencia, según las Sagradas Escrituras a la “entrega total y confianza en Dios para la salvación eterna”, y finalmente la decoración levantina de vegetación cardosa alude al dolor y el sufrimiento que acompaña a los santos y a la Pasión de Cristo.

## Tipología geográfica

### Cataluña
Es en esta zona donde dan comienzo las grandes obras rejeras con la reja del presbiterio de la catedral de Tarragona, que se finalizó en 1443 y es adjudicada a un maestro de Morella. Tiene 16 metros de anchura por 6 metros de alto con decoración de crestería y puerta con arco conopial.
Respecto a la catedral de Barcelona, fueron varias las obras rejeras que podemos encontrar. El cerramiento de la capilla de Santa Clara y Santa Catalina, fueron obra del maestro rejero Joan Vilalta hacia 1450 por encargo de la esposa de Arquimbau de Foix, recibiendo como pago la cantidad de 335 florines, así mismo queda documentado que también fueron abonados 55 florines a Joan Cabrera, pintor que se encargó de embellecer con dorados parte de la estructura.
Otra de las obras rejeras del templo catedralicio que se adjudican al período gótico es la de la capilla de San Mateo y San Matías. Esta composición según consta documentado, fue encargada por Guillem Almugaver, mercader barcelonés, que ofreció para su ejecución 100 libras, pidiendo que se añadiera su escudo heráldico rodeando el acceso central. Se trata de una reja sencilla y robusta. Tres cuerpos con acceso doble en su cuerpo central y barrotes de base circular, que se insertan directamente en el pavimento. La decoración de crestería simple se compone de florones atravesados con espina central.
Esta composición de compleja ornamentación pertenece al período del gótico florido, constaba de arcos conopiales sobre las puertas de acceso y gabletes, con un cuerpo central y laterales donde se sigue la continuidad de los pasamanos y barras. La decoración consta de crestería vegetal, varios tipos de hojas vegetales, cardinas, roble, palma y espigas, presentes en los remates superiores de la estructura y en los bastidores. 
El maestro Loquer es el encargado de elaborar la obra rejera de la subida al púlpito, concluidas e instaladas en 1443. Posteriormente comienzan a cerrarse algunas de las capillas y del claustro, debido a estos encargos comienzan a surgir nuevos talleres de producción rejera en la zona, siendo uno de los más importantes el del Maestro Bartolomé Desplá cuyos discípulos continuaron con su obra posteriormente. El tipo más frecuente era la reja-tabique compuesta de barras de base circular y cresterías ornamentadas con lirios.
Otro gran maestro de la forja catalana es el Maestro Juan Arnau, Canciller en 1494, cargo que le fue concedido por el propio Gremio Herrero de Barcelona.

### Castilla
En la zona castellana comienzan a formarse talleres que irán adquiriendo importancia durante la segunda mitad del siglo XV, como pueden ser los de Sigüenza, Burgos, Toledo y Salamanca. En tierras burgalesas, concretamente en la catedral, fue muy importante el Maestro Bujil ejecutor de la obra de rejería de la capilla de las Reliquias. En Salamanca las obras anónimas en el convento de la Anunciación, en la capilla de Santa Catalina y las magníficas rejas de la Casa de las Conchas, estas últimas con friso y pequeñas torrecillas. 

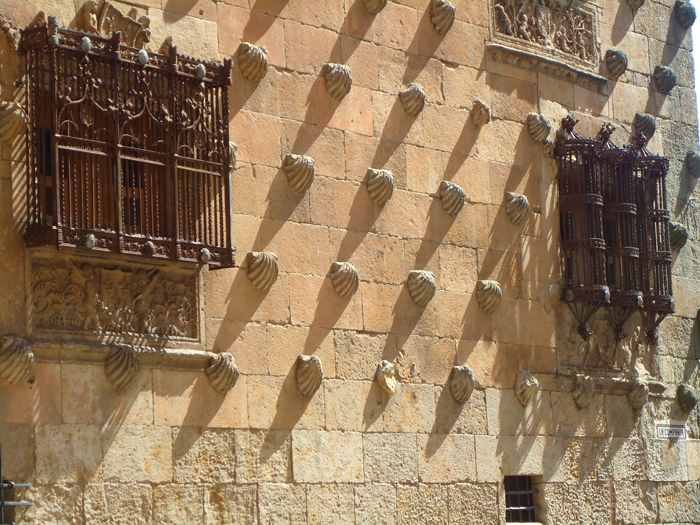
Rejas en las ventanas de la Casa de las Conchas, Salamanca.

En tierras de Sigüenza, la obra del Maestro Martín García referida a las rejas-tabique de varias de las capillas de la catedral y el claustro.
Es en Toledo ya avanzado el siglo cuando comienza su andadura un taller que será influyente en las dos castillas, su fundador fue el Maestro Pablo siendo el responsable de la implantación de los modelos de reja-tabique y reja-lienzo y convirtiéndose en Maestro Mayor Rejero del templo catedralicio. Se encargará entre 1480 y 1500 de la elaboración de la reja de la capilla de San Ildefonso y de la de doña Teresa de Haro, así como la gran obra rejera de la portada del Reloj. Todas de hierro macizo, compuestas de dos cuerpos y rematadas. Los barrotes de base cuadrada sobre basas y ornamentadas con bandas de chapa que forman agrupaciones de hojas de cardo y torres en los laterales.
La reja de la portada del Reloj tiene 5,15 metros de alto por 9,80 m de ancho, consta de dos cuerpos y se sabe que el Maestro Pablo recibió como pago 90.050 maravedíes en 1482, fecha de la finalización del trabajo.
La reja de la Capilla de Doña Teresa de Haro fue terminada un año después, en 1483, de estructura similar a la portada del Reloj, destacando en sus remates escudos de armas sustentadas por serafines. En 1484, y tras una reforma en la Capilla de San Ildefonso, se añaden las rejas de la entrada y los arcos anexos, encargos por los que cobra 103.220 maravedíes.
Algún otro ejemplo que podemos hallar en tierras castellanas, es la iglesia de San Antolín de Tordesillas en la cual encontramos una puerta que recibe el nombre de “puerta del tesoro de Doña Juana”, el apelativo le viene dado por ser el acceso a una estancia cuya función era de caja fuerte, formada por barras que se entrecruzan de manera horizontal y vertical formando un conjunto reticulado sobre una base de hierro y remaches de clavos. Dispone de cerrojos y cerradura con llave.
Dentro de la arquitectura civil, también se encuentran conjuntos rejeros pertenecientes a fortificaciones y castillos, ejemplo de ello, el castillo de Fuensaldaña del siglo XV al que pertenecen varias estructuras rejeras que sirven de elemento protector en las ventanas. Las rejas están compuestas de barras de sección circular, a las que atraviesan horizontalmente otras semejantes formando secciones cuadradas, estas composiciones se introducen en el muro por todos sus lados y por el margen inferior continúan hasta terminar en puntas afiladas.
Aparte de la protección de los vanos en grandes construcciones también encontramos de manera frecuente en tierras castellanas, instalaciones de puertas en viviendas particulares con fines defensivos, conjuntos robustos con remaches de clavos esféricos y dotadas de cerraduras con llave.

### Levante

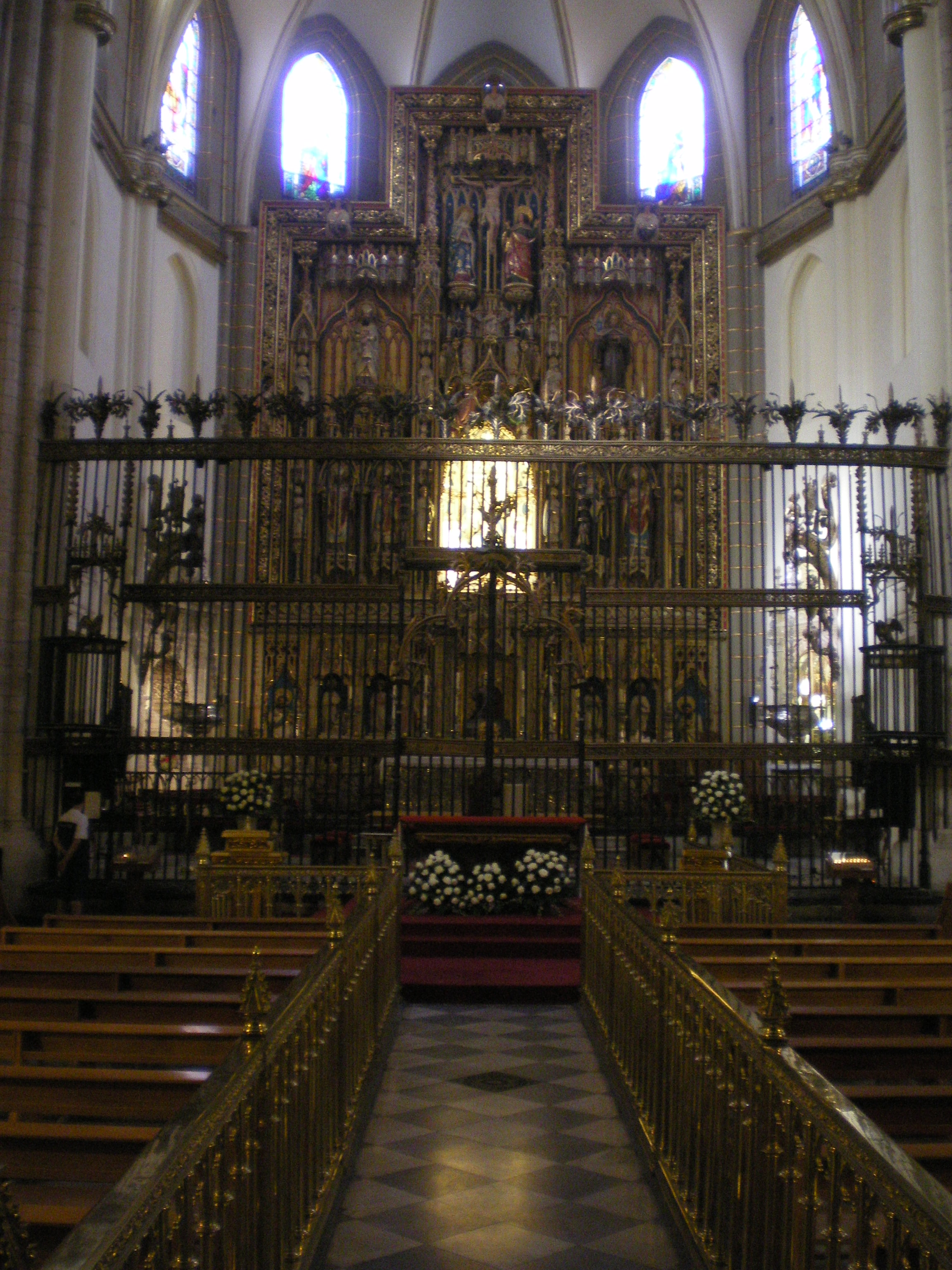
Reja del altar mayor, Catedral de Murcia,.

Por último, en la zona levantina de la península, también hubo una importante industria rejera, con su eje central situado en la ciudad de Murcia. Con la construcción de la catedral de la ciudad, y la necesidad de los profesionales de la zona de ser los que se ocuparan de la producción rejera del templo, se constituye bajo el amparo de San Eloy el primero gremio de rejeros, evitando de esta forma la intromisión de maestros ajenos a la zona levantina. Los primeros trabajos de forja de los que se tiene certificación escrita se deben al maestro Bernat Jufré, fue autor de las primeras puertas de la catedral, seguidas por encargo del ayuntamiento de otras semejantes para la Casa de la Corte. La composición de Bernat debía seguir el modelo más usual de la época, apareciendo ya en sus remates la cardina gótica, que se convertiría en componente ornamental frecuente en la producción rejera de la zona levantina.
Posteriormente el Maestro Antón de Viveros, discípulo de Bernat Jufré, será el encargado de la realización de obras rejeras de carácter monumental. Su obra tendrá un sentido horizontal muy marcado, herencia sin duda de su maestro, conservando la misma estructura y cuadro compositivo, pero añadiéndole ornamentación de carácter simbólico y místico. Su obra más importante fue la reja del Altar Mayor del templo catedralicio de Murcia ya de finales del siglo XV, firmada y fechada por el propio autor. Como innovación ornamental propia de Viveros es la figura reiterativa de dragones, que supuestamente debían incrementar el significado protector de la obra rejera, y conserva a su vez los motivos florales y las cardinas herencia orfebre de la zona. Del mismo período es la reja que cierra el coro de la catedral.
La importante nobleza de su forja y la habilidad a la hora de adaptar las rejas al marco arquitectónico del templo consiguieron que su taller tuviera una vida prolífica hasta casi mediados del siglo XVI.

## Gremio de los rejeros
Sobre la constitución de los gremios rejeros en España tenemos información suficiente para saber que era de gran importancia, dada su organización y actividad desde los últimos años del siglo XIII, mientras que en Europa existían focos aislados y escasos de industria del hierro, implantándose el primero gremio en París un siglo más tarde. 
En un principio las asociaciones gremiales tenían un objetivo religioso y benéfico, pero su función también era el intermediar en los problemas que pudieran surgir entre los socios del gremio y artesanos de otra índole, evitando la rivalidad desleal. Lo conveniente para los artesanos era terminar perteneciendo al gremio. En 1380 se firman los primeros Capítulos Fundacionales del Gremio de Cerrajeros y Herreros de Barcelona, de carácter social y benéfico, en ellos se hacía referencia de las aportaciones que debían hacer los componentes del gremio y las obligaciones que debían cumplir, como por ejemplo la obligatoriedad de acudir al sepelio de uno de los agremiados, el rezo que se consideraba apropiado para venerar a San Eloy, su patrón, y otros actos varios de obligado cumplimiento.

## Técnicas

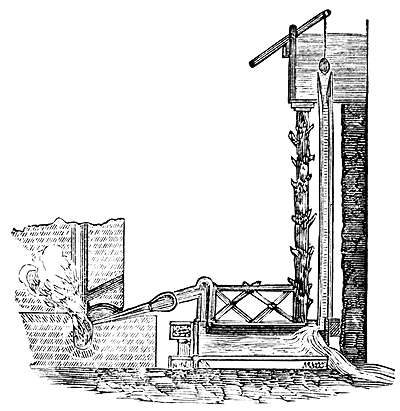
Esquema de forja catalana

Como última innovación en el proceso del tratamiento del hierro en la península ibérica durante la Edad Media, destacan “los altos hornos primitivos” a partir del siglo XV. Esta creación surge en tierras alemanas, concretamente en Renania y rápidamente se extiende por Europa. En estos hornos se elabora el denominado “hierro dulce”, totalmente líquido debido a la estructura de la calera y a la constante inyección de aire que permiten que el material se licue rápidamente.